# Município de Richland (condado de Guernsey, Ohio)
O município de Richland (em inglês: Richland Township) é um município localizado no condado de Guernsey no estado estadounidense de Ohio. No ano de 2010 tinha uma população de 2.082 habitantes e uma densidade populacional de 27,68 pessoas por km².

## Geografia
O município de Richland encontra-se localizado nas coordenadas 39° 57′ 06″ N, 81° 26′ 31″ O. Segundo a Departamento do Censo dos Estados Unidos, o município tem uma superfície total de 75.22 km², da qual 72.35 km² correspondem a terra firme e (3.82%) 2.87 km² é água.

## Demografia
Segundo o censo de 2010, tinha 2.082 habitantes residindo no município de Richland. A densidade populacional era de 27,68 hab./km². Dos 2.082 habitantes, o município de Richland estava composto pelo 97.79% brancos, o 0.43% eram afroamericanos, o 0.24% eram amerindios, o 0.1% eram asiáticos, o 0.1% eram insulares do Pacífico, o 0.19% eram de outras raças e o 1.15% pertenciam a duas ou mais raças. Do total da população o 0.53% eram hispanos ou latinos de qualquer raça.